# 극우 (관등)
극우(克虞)는 백제의 제 16품이자 최하위 관등이다. 260년 고이왕 27년에 있었던 개혁으로 만들어졌다. 정원은 정해져 있지 않았으며, 청색 관복과 백색의 대를 착용했다.